# Wydział Geograficzno-Biologiczny Uniwersytetu Pedagogicznego im. KEN w Krakowie
Wydział Geograficzno-Biologiczny Uniwersytetu Pedagogicznego im. Komisji Edukacji Narodowej w Krakowie – jeden z siedmiu wydziałów Uniwersytetu Pedagogicznego im. Komisji Edukacji Narodowej w Krakowie. Jego siedziba znajduje się przy ul. Podchorążych 2 w Krakowie. W związku ze zmianami organizacyjnymi w uczelni Wydział funkcjonuje do 30 września 2019 r.

## Struktura organizacyjna

### Instytut Biologii
Dyrektor: dr hab. Agnieszka Greń
- Zakład Biochemii, Biofizyki i Biotechnologii
- Zakład Biologii Komórki i Genetyki
- Zakład Botaniki
- Zakład Dydaktyki Nauk Przyrodniczych
- Zakład Ekologii i Ochrony Środowiska
- Zakład Fizjologii Roślin
- Zakład Fizjologii Zwierząt i Toksykologii
- Zakład Zoologii Bezkręgowców i Parazytologii
- Zakład Zoologii Kręgowców i Biologii Człowieka
- Pracownia Chemii

### Instytut Geografii
Dyrektor: dr hab. Tomasz Rachwał
- Zakład Dydaktyki Geografii
- Zakład Ekorozwoju i Kształtowania Środowiska Geograficznego
- Zakład Geologii
- Zakład Geografii Fizycznej
- Zakład Geoinformacji i Badań Geośrodowiskowych
- Pracownia Sedymentologiczna
- Zakład Geografii Społeczno-Ekonomicznej
- Zakład Przedsiębiorczości i Gospodarki Przestrzennej
- Zakład Turystyki i Badań Regionalnych
- Pracownia Interdyscyplinarnych Badań w Turystyce
- Pracownia Geograficznych Systemów Informacyjnych i Technik Komputerowych
- Zbiory Kartograficzne

## Kierunki studiów
- Biologia
- Geografia

## Władze Wydziału
W kadencji 2016-2020:
| Stanowisko | Imię i nazwisko           |
| ---------- | ------------------------- |
| Dziekan    | dr hab. Grzegorz Formicki |
| Prodziekan | dr hab. Sławomir Kurek    |
| Prodziekan | dr hab. Wiktor Osuch      |